# 邻苯二甲酸单甲酯
邻苯二甲酸单甲酯（英語：monomethyl phthalate，缩写MMP，或称为2-甲氧羰基苯甲酸，2-carbomethoxybenzoic acid）是一种邻苯二甲酸酯，可由邻苯二甲酸二甲酯水解而来，可刺激眼睛和皮肤，有一定毒性。